# 14U
14U (кор.: 원포유) — южнокорейская мужская группа, образованная компанией BG Entertainment. 14U дебютировали 22 июля 2017 года, выпустив свой первый сингл «VVV». Распад группы произошёл 12 мая 2019 года.

## Участники

### Участники
- Исоль (англ. E.Sol, кор. 이솔) – лидер, вокалист. Настоящее имя Чон Джехёк (정재혁). Родился 17 сентября 1992 года.
- Луха (англ. Luha, кор. 루하) – вокалист. Настоящее имя И Кёнхун (이경훈). Родился 15 февраля 1993 года.
- Гохён ( англ. Gohyeon, кор. 고현) – вокалист. Родился 1 октября 1994 года.
- БиЭс (англ. B.S, кор. 비에스) – лидер команды Х. Настоящее имя И Ёнсу (이영수). Родился 14 апреля 1995 года.
- Лоуди (англ. Loudi, кор. 로우디) – рэпер. Настоящее имя Вон Джихун (Эдвард) (원지훈). Родился 13 апреля 1996 года.
- Ындже (англ. Eunjae, кор. 은재)  –  лидер команды Т, вокалист. Настоящее имя Квак Ынджэ (곽은재). Родился 2 мая 1996 года.
- Уджу (англ. Woojoo, кор. 우주) – вокалист. Настоящее имя Ким Санюн (김상윤). Родился 18 сентября 1996 года.
- Доюль (англ. Doyul, кор. 도율) – рэпер. Настоящее имя Ким Доюль (김도율). Родился 7 апреля 1997 года. Покинул группу 11 января 2019 года.
- Дохёк (англ. Dohyuk, кор. 도혁) – вокалист. Настоящее имя Ким Дохёк (김도혁). Родился 16 января 1998 года.
- Хёнун (англ. Hyunwoong, кор. 현웅) – рэпер. Настоящее имя Ким Хёнун (김현웅). Родился 8 февраля 1998 года.
- Хиро (англ. Hero, кор. 영웅) – вокалист. Настоящее имя Чо Ёнун (조영웅). Родился 1 мая 1999 года.
- Рио (англ. Rio, кор. 리오) – вокалист. Настоящее имя Сон Кванхёк (송광혁). Родился 16 июля 1999 года.
- Седжин (англ. Sejin, кор. 세진) – рэпер. Настоящее имя И Седжин (이세진). Родился 22 июля 1999 года.
- Кёнтэ (англ. Gyeongtae, кор. 경태) – вокалист. Настоящее имя Квон Кёнтэ (권경태). Родился 23 июля 2000 года.
- Гон (англ. Gun, кор. 건) – вокалист. Настоящее имя Квак Гон (곽건). Родился 29 сентября 2001 года.

## Дискография

### Синглы
| Название                     | Информация об альбоме | Пиковые позиции в чартах | Продажи        |
| Название                     | Информация об альбоме | KOR                      | Продажи        |
| ---------------------------- | --- | ------------------------ | -------------- |
| VVV                          | - Выпущен: 18 июля 2017 - Лейбл: BG Entertainment, Danal Entertainment - Формат: CD, цифровая загрузка.                    | —                        |                |
| Don't Be Pretty (예뻐지지마) | - Выпущен: 1 февраля 2018 - Лейбл: BG Entertainment, Ogam Entertainment, Windmill Media - Формат: CD, цифровая загрузка.   | 41                       | - KOR: 878     |
| 나침반 (N.E.W.S)             | - Выпущен: October 26, 2018 - Лейбл: BG Entertainment, Ogam Entertainment, Windmill Media - Формат: CD, цифровая загрузка. | 3                        | - KOR: 26 884+ |